# 제프 (원피스)
제프(Zeff, ゼフ)는 일본 만화 및 애니메이션 원피스의 등장 인물이다.

## 소개
현재는 해상 레스토랑 '발라티에(Baratie)'의 오너 겸 주방장. 前 쿡크 해적단의 선장으로 절대 손을 쓰지 않고 발로 싸웠으며, 싸움 뒤에 다리에 물든 적의 피 때문에 '붉은 다리'라는 별명이 붙었다.

## 외모
1. 요리사 복장을 입고 다닌다.
2. 한쪽 발이 없다.
3. 양쪽으로 땋은 수염.

## 행적

### 과거
쿡크 해적단 활동 당시 겁도 없이 덤빈 상디를 구해줌과 동시에 한쪽 발을 잃는다. 상디와 함께 무인도에 표류했을 때, 배에서 건진 식량을 서로 나눠 건너편에서 배가 오는지 감시한다. 표류 20일 째, 식량이 다 떨어져 배고픔을 참을 수 없었던 상디는 제프를 습격하려 했다. 사실 제프가 가지고 있던 '식량 자루'에는 보물만 들어 있었고, 상디에게 남은 식량을 모두 주고 자신은 60일 동안 굶고 있었다. 단행본에서는 무인도에 상디와 남겨졌을 때, 상디에게 남은 식량을 모두 주고 자신은 자신의 오른발을 절단해 먹고 살아남은 걸로 나온다. 표류 60일이 되자 근처를 지나는 배에 구조되었고, 이후 건진 보물을 탈탈 털어 상디와 함께 해상 레스토랑 '발라티에'를 개업했다. 상디에게 음식의 소중함을 아는 요리사의 신념과 남자는 여자를 절대 때려서는 안 되는 기사도 정신을 심어 준 장본인이다.

### 상디를 보낼 때
클리크 해적단과의 싸움이 종결된 이후 상디가 밀짚모자 해적단에 영입하여, 떠나게 되자 상디는 울고불고 눈물을 펑펑 흘리며 큰 절을 하고 이별을 한다.

### 상디의 진정한 아버지
이후로 한동안 등장하지 않았는데, 빈스모크 가문과 샬롯 가문의 결혼식 날에 나타난다. 이때 빅 맘을 포함한 상디의 친가족인 제르마 66(빈스모크 가문)은 결혼을 거부하면 제프를 죽인다고 상디를 협박한다. 상디는 자신의 진정한 은인의 목숨을 지키기 위해 푸딩과 결혼하기로 한다. 이후 친 아버지 빈스모크 저지가 상디에게 빅 맘의 함정에 빠진 증오스런 우리를 왜 구했냐고 질문하자 제프를 떠올리며 과거의 원한으로 피가 섞인 가족을 못 본체 하면 아버지가 슬퍼하신다고 대답한다. 상디에게 있어서는 진정한 아버지로 등극. 밀짚모자 해적단이 홀케이크 아일랜드를 탈출 한 후, 같은 무렵 발라티에에서 오랜만에 재등장하는데, 발라티에 직원들이 해적들(테이블에 앉아 식사를 내놓으라고 보채는)을 내쫓아야 한다고 주장하지만, 제프는 아무리 적이라도 밥은 줘야 한다며 식사를 대접해준다. 그리고 같은 시각 상디도 밀짚모자 해적단 식사를 대접하며 제프와 같은 말을 한다.